# Lengfeld (Bad Abbach)

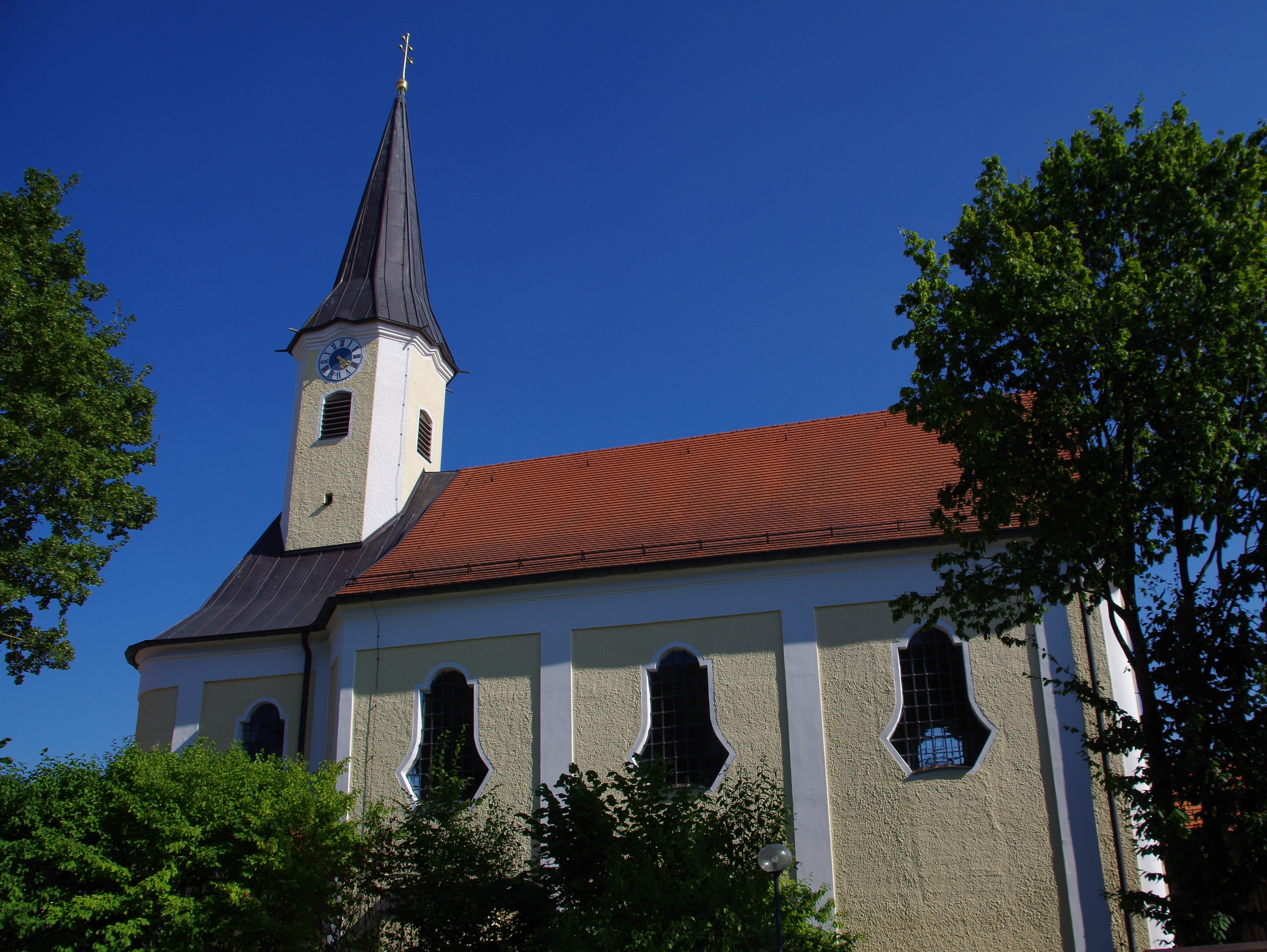
Kirche Sankt Bartholomä

Lengfeld ist ein Gemeindeteil von Bad Abbach und eine Gemarkung im niederbayerischen Landkreis Kelheim.
Das Kirchdorf liegt etwa vier Kilometer südwestlich des Zentrums von Bad Abbach am Teugner Mühlbach. Parallel zum Bach verläuft die Kreisstraße KEH 11 durch den Ort. Der Ortsteil hatte am 3. Mai 2022 1739 Einwohner.
Die Gemarkung Lengfeld liegt vollständig auf dem Gemeindegebiet von Bad Abbach. Auf der Gemarkung liegen die fünf Bad Abbacher Gemeindeteile Alkofen, Dantschermühle, Deutenhof, Eiermühle und Lengfeld.

## Geschichte
Die erste urkundliche Erwähnung Lengfelds liegt in 856 n. Chr. Damals nannte man es "lenginveld".
Die Gemeinde Lengfeld wurde am 1. Mai 1978 nach Bad Abbach eingemeindet. Sie hatte die sechs Orte Lengfeld, Alkofen, Bad Abbach, Dantschermühle, Eiermühle, Gschwendhof und eine Fläche von 1064 Hektar.